# Söderhöjdens BK
Söderhöjdens BK var en idrottsförening i Stockholm, Sverige. Klubben bildades 1971 och har bland annat spelat tre säsonger i Sveriges högstadivision i bandy för damer.

### Fotnoter
1. ↑  ”Vår historia under 33 år”. Bele Barkarby SK. 1 mars 2001. http://www.belebarkarby.se/huvudforening/historia/historiabskbele.htm. Läst 16 oktober 2011.
2. ↑  ”Maratontabell”. Svenska Bandyförbundet. Arkiverad från originalet den 31 juli 2021. https://web.archive.org/web/20210731221133/https://old.svenskbandy.se/globalassets/svenska-bandyforbundet/pdf-filer/tavling--resultat/damallsvenskan/maratontabell-elitserien-dam-20201203.pdf. Läst 20 augusti 2021.